# 本覚寺 (静岡市)

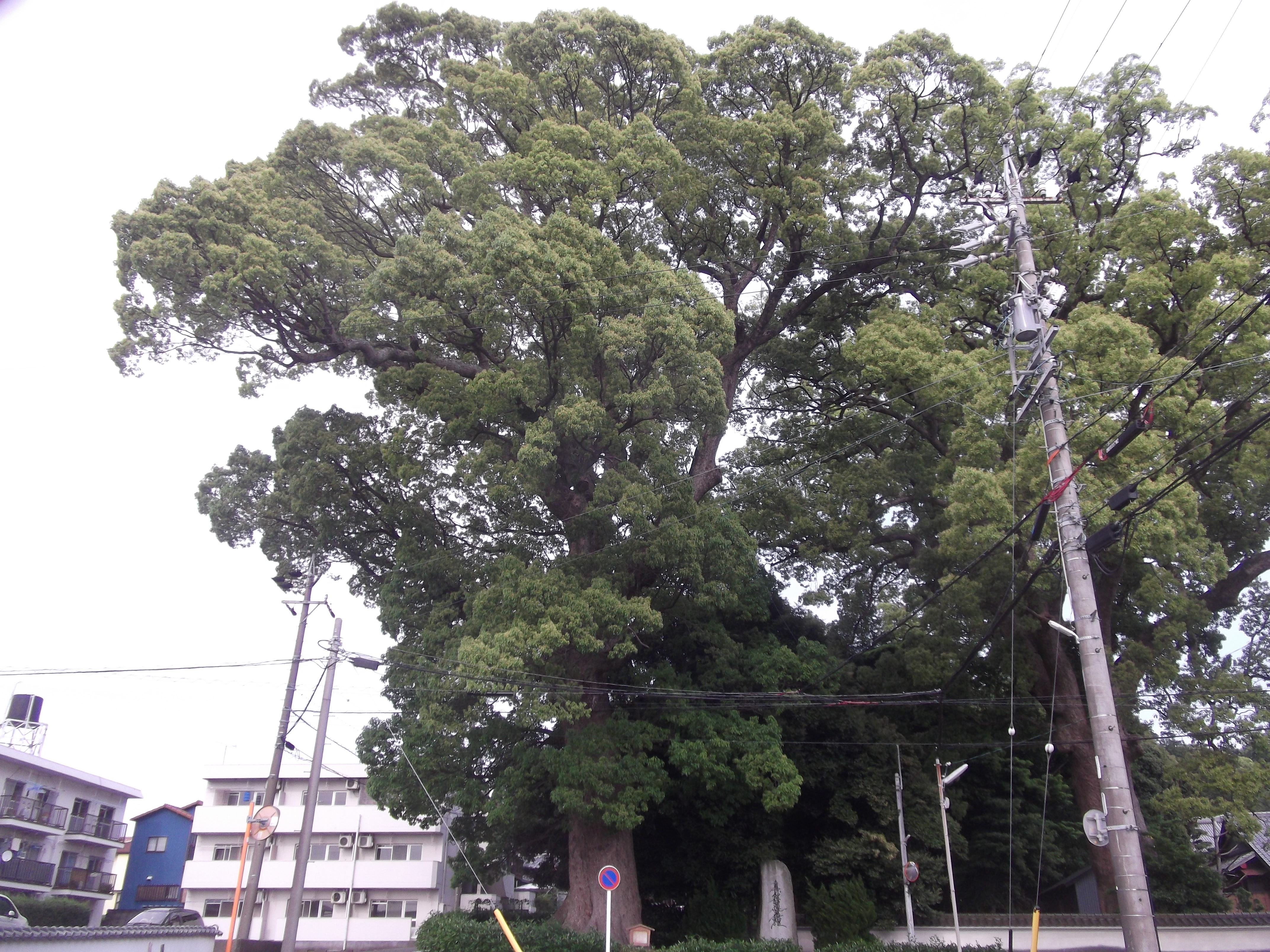
本覚寺の大クス。2016年2月撮影。

本覚寺（ほんがくじ）は、静岡県静岡市駿河区池田にある日蓮宗の本山（由緒寺院）。山号は青龍山。

## 沿革
- 正応 元年（1288年）－日位が岩淵の中之郷に小庵を結ぶ（現在の等覚寺）。
- 永仁6年(1294年)－府中・宮が崎に寺を移す。
- 徳治2年(1307年)－時の領主より池田の郷を賜り、翌年当山を開基。
- 明治2年(1868年)－失火により、総門・本堂・本仏堂・金毘羅宮以外の諸堂を焼失。以後再建を図る。

現住は60世・渡邊日心貫首（静岡県富士宮市吉祥寺より晋山）。西谷鏡師法縁。

## 主な伽藍
- 山門
- 本堂－文政元年(1818年)
- 本仏堂－元亨元年(1321年)
- 金毘羅堂－享保5年(1720年)
- 鐘楼－明治41年(1908年)

## 文化財
静岡県指定有形文化財
- 日蓮葬送日記

静岡市指定有形文化財
- 木造釈迦如来坐像

## 旧末寺
日蓮宗は昭和16年に本末を解体したため、現在では、旧本山・旧末寺と呼びならわしている。
- 宝集山世尊寺（静岡県静岡市葵区瀬名川二丁目）
- 向陽山玄祐寺（静岡県静岡市葵区川合二丁目）
- 妙喜山法泉寺（静岡県静岡市清水区八木間町）
- 見海山能満寺（静岡県静岡市清水区南矢部）
- 瑞寿山慶林寺（長崎県南松浦郡新上五島町有川郷）

## 行事

### 年中行事
- 1月1日　元旦会
- 1月10日　金毘羅宮祭典
- 2月節分日　節分会
- 2月15日　釈尊御涅槃会
- 2月16日　宗祖御降誕会
- 3月　春季彼岸会
- 4月8日　釈尊御降誕会
- 4月23日　開山会
- 4月28日　開宗会
- 8月16日　孟蘭盆会・寺施餓鬼
- 9月12日　龍口法難会
- 9月　秋季彼岸会
- 11月2・3日　御会式

### 月例行事
- 毎月1日・15日　信行会
- 毎月10日　金毘羅宮縁日
- 十日講・二十三日講

## 交通アクセス
- JR東海道線東静岡駅からしずてつジャストライン（静鉄バス）東静岡静大線（平日開校日のみ運行）本覚寺入口停留所から、徒歩6分。

## 参考資料
- 『日本博覧図 静岡県』青山豊太郎 編 (精行舎, 1892)  - 国立国会図書館デジタルコレクション
- 日蓮宗寺院大鑑編集委員会『宗祖第七百遠忌記念出版 日蓮宗寺院大鑑』大本山池上本門寺 (1981年)
- 渡辺宝陽、中尾尭　監修「日蓮　久遠のいのち」平凡社　別冊太陽　日本のこころ206